# Erlangen-Höchstadt járás
Erlangen-Höchstadt járás egy járás Bajorországban. Erlangen-Höchstadt járás Neustadt an der Aisch-Bad Windsheim, Fürth, Nürnberg, Erlangen, Nürnberger Land, Forchheim és Bamberg járásokkal határos. Lakosainak száma 135 334 fő (2017. december 31.).

## Népesség
A járás népessége az elmúlt években az alábbi módon változott:
| Lakosok száma | 79 686 | 106 113 | 131 227 | 132 012 | 132 830 | 134 136 | 134 640 | 135 334 |
|               | 1970   | 1987    | 2012    | 2013    | 2014    | 2015    | 2016    | 2017    |